# Dakota Johnson
Dakota Mayi Johnson (født 4. oktober 1989) er en amerikansk skuespiller og model.
Johnson er blandt andet kendt for sin rolle som Kate Fox i sitcom-serien Ben og Kate og for hovedrollen som Anastasia Steele i filmen Fifty Shades of Grey.
Dakota Johnson er datter af skuespiller Don Johnson og Melanie Griffith.

## Filmografi
| År   | Titel                    | Rolle                  | Noter |
| ---- | ------------------------ | ---------------------- | ----- |
| 1999 | Crazy in Alabama         | Sondra                 |       |
| 2010 | The Social Network       | Amelia Ritter          |       |
| 2011 | Beastly                  | Sloan Hagen            |       |
| 2012 | For Ellen                | Cindy Taylor           |       |
| 2012 | Goats                    | Minnie                 |       |
| 2012 | 21 Jump Street           | Fugazy                 |       |
| 2012 | The Five-Year Engagement | Audrey                 |       |
| 2013 | Theo                     | Chloe                  |       |
| 2014 | Date and Switch          | Em                     |       |
| 2014 | Need for Speed           | Anita                  |       |
| 2015 | Fifty Shades of Grey     | Anastasia "Ana" Steele |       |
| 2015 | Anarchy                  | Imogen (Cymbeline)     |       |
| 2015 | Black Mass               | Lindsey Cyr            |       |
| 2015 | Single in new york       | Alice                  |       |
| 2017 | Fifty Shades I mørket    | Anastasia Steele       |       |
| 2018 | Fifty Shades Fri         | Anastasia Steele       |       |
| 2019 | The Peanut Butter Falcon |                        |       |

| År        | Titel        | Rolle    | Noter                  |
| --------- | ------------ | -------- | ---------------------- |
| 2012–2013 | Ben and Kate | Kate Fox | Main cast; 16 episoder |
| 2013      | The Office   | Dakota   | Episode: "Finale"      |